# 八ヶ岳リゾートアウトレット
八ヶ岳リゾートアウトレット（やつがたけリゾートアウトレット）は、かつて株式会社八ヶ岳モールマネージメント（やつがたけモールマネージメント）が運営していたアウトレットモール。山梨県北杜市（旧：北巨摩郡小淵沢町）に所在した。同社が2023年6月1日に事業停止、同年6月8日付で東京地方裁判所に自己破産申請したことに伴い、同日をもって閉店した。
株式会社八ヶ岳モールマネージメントは、旧小淵沢町が出資する第三セクターとして2000年10月に設立され、翌2001年7月には八ヶ岳小淵沢リゾートアウトレット（旧称）を開業。2006年には茨城県東茨城郡大洗町に大洗リゾートアウトレット（現：大洗シーサイドステーション）を開業した。本項では運営会社である八ヶ岳モールマネージメントについても記述する。

## 八ヶ岳モールマネージメント

### 小淵沢町の第三セクターとして設立
元は小淵沢町が観光の目玉としてアウトレットモールを誘致するため、町が出資する第三セクターの形で設立した企業である。本社は東京都千代田区に置いていた（2023年6月8日時点）。翌2001年7月に「八ヶ岳小淵沢リゾートアウトレット」を開業、のち「八ヶ岳リゾートアウトレット」へ改称。
その後、平成の大合併により山梨県北巨摩郡内の4町3村が合併して2004年11月1日に北杜市が発足、小淵沢町は2006年3月15日に北杜市へ編入合併され消滅した。

### 大洗リゾートアウトレットの開業と売却
大洗町が大洗港近くの県有地に誘致する形で、同2006年3月18日に「大洗リゾートアウトレット」を開業。翌2007年6月期の同社の年収入高は約18億2600万円を計上しピークに達した。
しかし2009年7月には茨城県稲敷郡阿見町に三菱地所グループがより大規模な「あみプレミアム・アウトレット」を開業して客足を奪われ、さらに追い打ちをかけるように、2011年3月11日に発生した東日本大震災で「大洗リゾートアウトレット」が被災し、1階部分が浸水するなど大きな被害を受け、営業再開までに4か月を要した。
その後は「大洗リゾートアウトレット」のテナントとして土産物や特産物を販売していた「大洗まいわい市場」を運営する株式会社Oaraiクリエイティブマネジメントが、2012年より放送開始された大洗を舞台としたアニメ『ガールズ&パンツァー』のグッズ販売店「大洗ガルパンギャラリー」を2016年に開業したほか、東京電力からの賠償金で採算を維持していた。
しかし2017年6月期の年収入高は約11億6,300万円に減少して最終赤字を計上、また施設運営をめぐり八ヶ岳モールマネージメント社とOaraiクリエイティブマネジメント社の間でトラブルが発生し民事訴訟にまで発展したことから、八ヶ岳モールマネージメント社は大洗町に施設売却を打診した結果、同年7月に八ヶ岳モールマネージメント社は「大洗リゾートアウトレット」を売却し、同施設の運営から撤退するに至った。

### コロナ禍による経営破綻
その後、八ヶ岳モールマネージメントは東京電力グループからの補償を求めて訴訟を提起したが棄却され、業績低迷から復活できないまま、2020年から本格化したコロナ禍の影響により打撃を受け、2022年6月期の年収入高は約2億3,600万円にまで減少し、コロナ関連融資などを受けてしのいでいたが大幅な債務超過に陥っていた。
同時期に八ヶ岳モールマネージメントは静岡県島田市にもアウトレット施設を開業する計画を立てており、2018年に島田市との間で2020年4月から50年間、旧中学校跡地を借用する契約を結んでいた。しかし、同年8月にコロナ禍による影響を理由として、島田市でのアウトレット施設の開業を断念すると共に用地も同市に返却となった。
2022年12月、八ヶ岳モールマネージメントは公式ウェブサイトで「グレート・リセット」と称して、2023年春のリニューアルオープン予定を発表していた。
しかし同社は北杜市への土地賃借料の支払いも滞っており、2023年3月には駐車場の大部分が差し押さえられる事態になっていた。2023年6月までには多くのテナントが閉店もしくは撤退しており、営業中のテナントは20店舗程度であった。
また同社は、市への賃借料を滞納していることを隠して新テナントを誘致したり、各店舗への電気代を倍に増額したが電力会社へ電気代を支払っていなかったことも判明している。
同社の事業停止後も一部テナントは自主営業を続けていたが、電力会社から同月9日をもって送電停止の通達があったことから、8日の営業を最後に完全閉鎖となった。
八ヶ岳モールマネージメントは資金繰りが限界に達したことから、2023年6月1日付で事業停止して破産手続きの準備に入り、同年6月8日付で東京地方裁判所へ自己破産を申請した。負債総額は約16億円（債権者約150名）。連帯保証人となっていた同社社長も同日付で自己破産を申請している。
2024年3月、跡地を会員制高級ホテルを運営しているリゾートトラストが購入する方向で調整が進められていることが報じられた。同年4月以降に正式契約を締結する方針としており、リゾートトラストが費用負担する形で跡地にある建物を解体し、会員制ホテルを建設するとしている。

## 八ヶ岳リゾートアウトレット
2001年7月27日に「八ヶ岳小淵沢アウトレット」としてオープンした。店舗面積は5,499m2。
アウトレットに隣接して山梨県立八ヶ岳スケートセンターがあり、スケートセンターではアウトレットで買い物をしてスケートセンターを利用した場合、スケート靴レンタル料を半額とするサービスを行っていた。

### 店舗
最盛期には70の店舗があり、敷地内は「エントランスコート」「イーストコート」「ノースコート」「マウンテンビューテラス」「アッパーコート」「ロウアーコート」の6つの区域に分かれていた。

### アクセス
自動車
中央自動車道小淵沢インターチェンジから約5分。同ICから八ヶ岳横断道を八ヶ岳方面に北上し、馬術競技上入口交差点（道の駅こぶちさわの交差点）を左折し、道なりに進むとアウトレットに至る。
アウトレット場内にあるP1 - P5駐車場は有料（300円）。場外の第2駐車場、市営駐車場は無料であった。
鉄道
小淵沢駅（JR中央本線・小海線）からタクシーで約10分。
かつては同駅から送迎バスが出ていたが、2018年10月31日をもって廃止された。